# Eltonella macroti
Eltonella macroti – gatunek roztocza z kohorty Trombidiformes i rodziny Trombiculidae.
Gatunek ten został opisany w 2006 roku przez Milana Daniela i Aleksandra Stekolnikowa na podstawie 25 okazów larw.
Idiosoma z dwoma parami oczu, parą szczecinek barkowych, 8 szczecinkami w pierwszym i drugim rzędzie zabarkowym, 8-10 szczecinkami w trzecim i 10-12 w czwartym. Szczecinki sternalne obecne w liczbie dwóch przednich i czterech tylnych. Łączna liczba szczecin na idiosomie wynosi od 123 do 147. Scutum prawie wielokątne, rzadko punktowane i o prostej środkowej części tylnej krawędzi, ogólnie nieco szersze niż u E. usitata.
Gatunek znany z kubańskich: prowincji Camagüey i wyspy Isla de la Juventud. Żywicielem larw są nietoperze z gatunku Macrotus waterhousii.